# Scaphoideus varius
Scaphoideus varius är en insektsart som beskrevs av Vilbaste 1968. Scaphoideus varius ingår i släktet Scaphoideus och familjen dvärgstritar. Inga underarter finns listade i Catalogue of Life.